# ناحیه چوخا

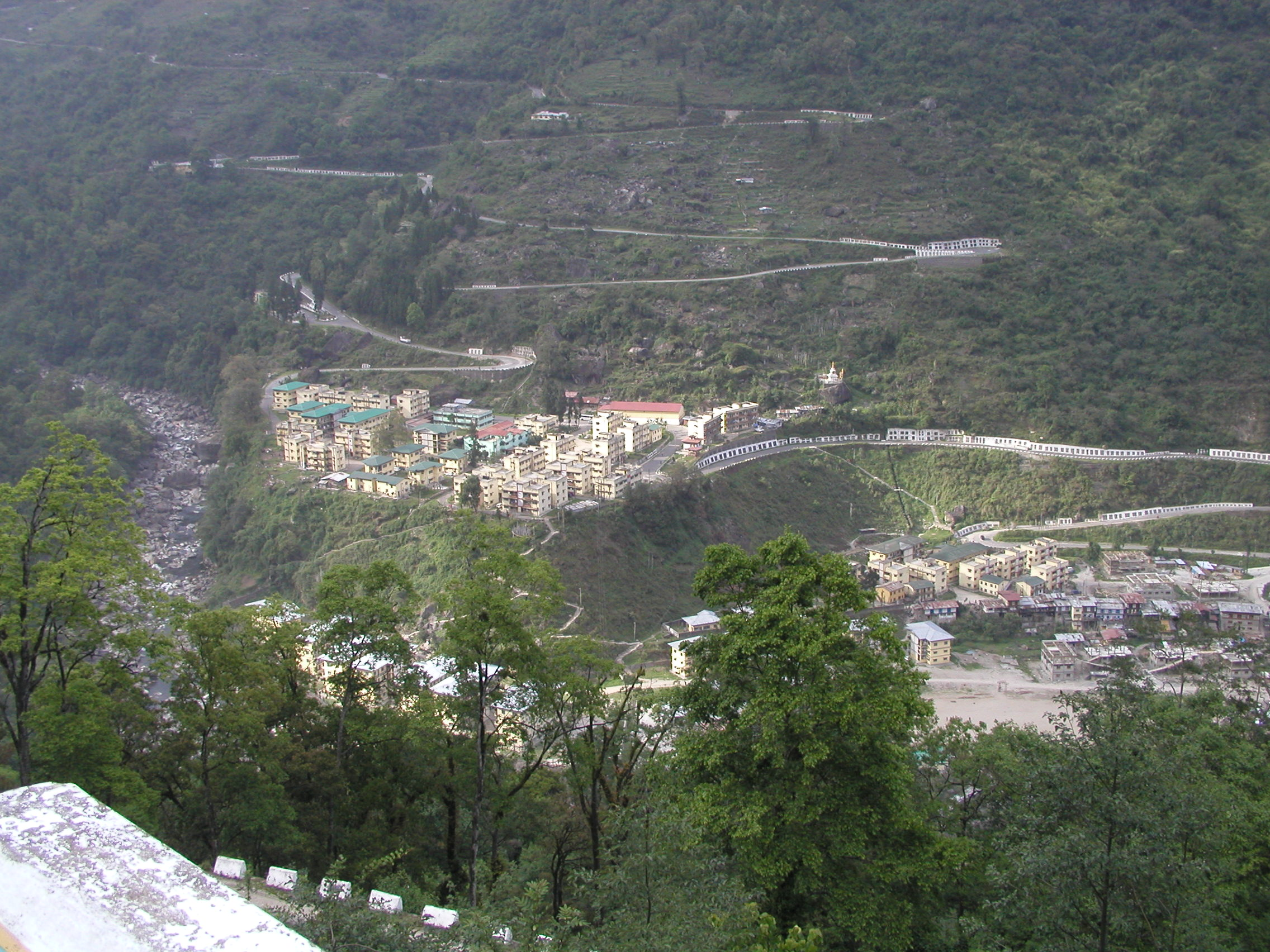
نمای از منطقه مپتسا در چوخا

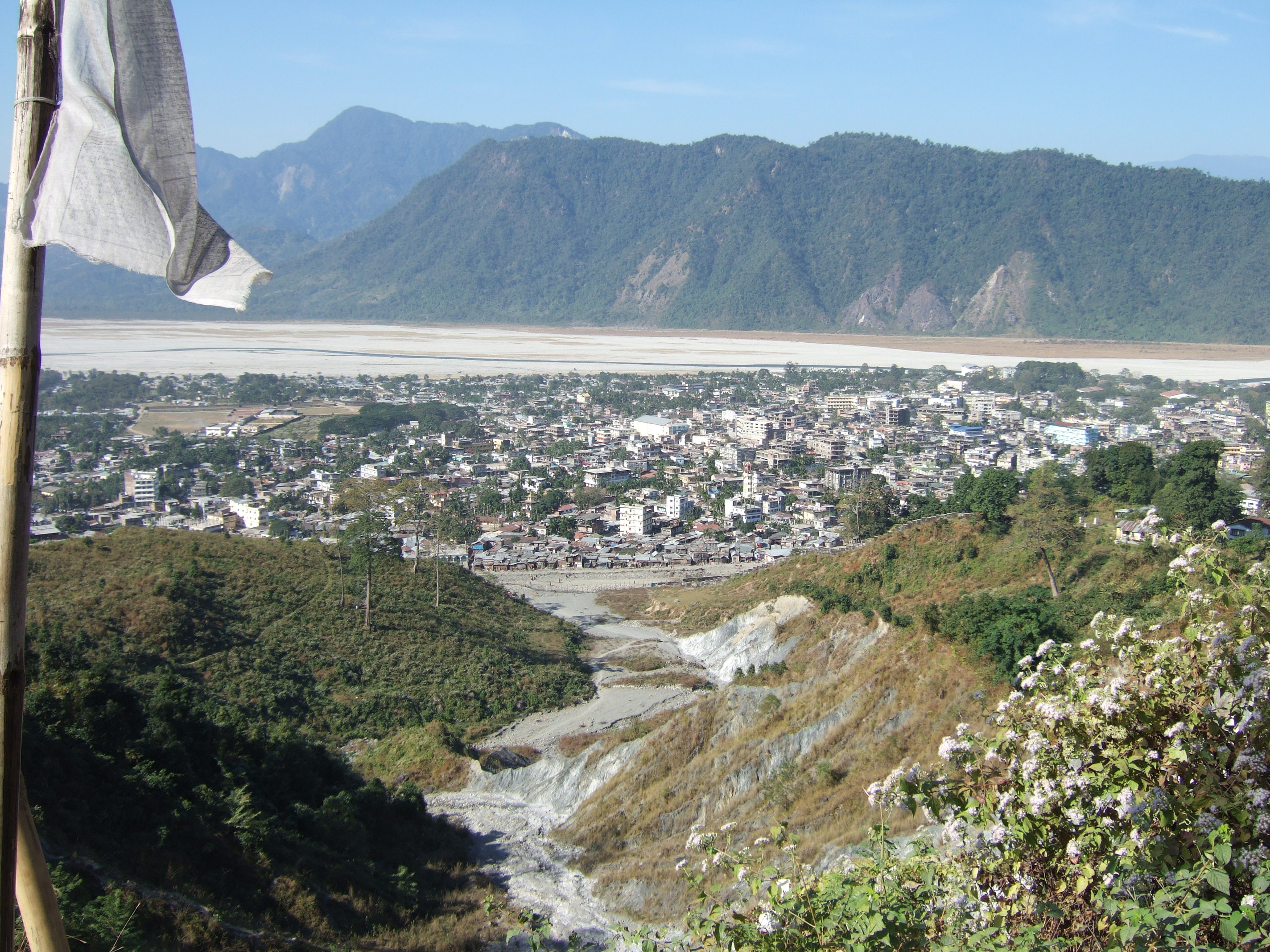
نمای از نمطقه فانتشولینگ در چوخا

چوخا (به لاتین: Chukha) یکی از استان‌های بوتان  است.این استان دارای ۷۴٬۳۸۷ نفر جمعیت و مرکز این استان، شهرفانتشولینگ می باشد.

## جغرافیا
استان چوخا مساحت ۱٬۹۹۱ کیلومتر مربع (۷۷۰ مایل مربع). را پوشش می دهد این استان از شمال به استان گاسا ،از جنوب و شرق به استان ونگداو فدارنگ و از غرب به استان پارو متصل می شود .

## جمعیت
جمعیت این استان در یک سرشماری در مارس سال ۲۰۰۵     ۷۴٬۳۸۷  نفر تشخیص داده شده است.